# Homenatge a Lluís Llach. Si véns amb mi
Homenatge a Lluís Llach. Si véns amb mi (en lengua castellana, Homenaje a Lluís Llach. Si vienes conmigo) es un doble disco de homenaje al cantautor Lluís Llach editado en diciembre de 2007 por la compañía discográfica Picap.
Una selección de intérpretes internacionales cantan, en diversas lenguas, algunos de los clásicos del cantautor catalán, tras su retirada de los escenarios en 2007. 15 de los temas se han grabado para la ocasión por artistas que han querido rendir tributo a la obra de Llach, y se pueden escuchar en el primero de los discos, en el segundo CD se escuchan 16 temas ya grabados anteriormente, y que completan el homenaje completo a Llach.

## Canciones e intérpretes
CD1
- 1.Penyora (Lluís Llach) - Maria del Mar Bonet
- 2.Si arribeu (Lluís Llach) - Pedro Guerra
- 3.Què feliç era, mare (Josep Maria Llach - Lluís Llach) - Marina Rossell
- 4.La casa que vull (Joan Salvat-Papasseit - Lluís Llach) - Miquel Gil
- 5.Jo també he dormit a l'alba (Lluís Llach) - Adrià Puntí
- 6.Laura (Lluís Llach) - Roger Mas
- 7.Onades (Lluís Llach) - Silvio Rodríguez
- 8.Venim del nord, venim del sud (Lluís Llach)- Joan Amèric
- 9.Vida (Lluís Llach) - Joan Isaac
- 10.Despertar (Lluís Llach) - Manu Guix
- 11.Greziako Itsas-Ontzia (Lluís Llach) - Gorka Knörr
- 12.Amor particular (Lluís Llach) - Sílvia Comes
- 13.Madame o [Ningú no sabia el seu nom] (Lluís Llach) - Albert Fibla
- 14.Roda (Lluís Llach) - Túrnez & Sesé
- 15.A la taverna del mar (Constantino Cavafis - Lluís Llach) - Josep Tero

CD2
- 16.Around mury (Lluís Llach) - Jean-Michel Jarre. Extraído del DVD Solidarnosc Live (Warner, 2005)
- 17.Que tinguem sort (Lluís Llach) - Pomada. Extraído del libro-CD 15 anys MMVV (FNAC, 2003)
- 18.Nube blanca (Lluís Llach) - Ana Belén. Extraído del disco 26 canciones y una nube blanca (CBS, 1989)
- 19.Aprile 74 (Lluís Llach) - Alessio Lega.
- 20.Cançó d'amor (Lluís Llach) - Zizi Possi. Extraído del disco Asa Morena (Polygram, 1982)
- 21.Silenci (Lluís Llach) - The Walkabouts. Extraído del disco Train Leaves at Eight (Glitterhouse Records, 2000)
- 22.La luna (Lluís Llach) - Catherine Ribeiro. Extraído del disco Vivre Libre (Alby WMD, 1995)
- 23.Jeszcze (Lluís Llach) - Zespól Reprezentacyjny
- 24.Cançó a Mahalta (Màrius Torres - Lluís Llach) - Muhel. Extraído del disco Siluetes (Picap, 2003)
- 25.A cavall del vent (Lluís Llach) - Paco Muñoz. Extraído del disco La meva terra (PM Produccions, 2005)
- 26.Escriu-me aviat (Lluís Llach) - VerdCel
- 27.La meva terra (Lluís Llach) - La tresca i la verdesca
- 28.La gallineta o [Cançoneta] (Lluís Llach) - Inadaptats. Extret del disc Prou propietat (Capità Swing, 1995)
- 29.El bandoler (Lluís Llach) - Kumbes del mambo. Extraído del disco Catxondeio (ReDiscus!, 2007)
- 30.Companys, no és això (Lluís Llach) - Mesclat. Extraído del disco Manilla (DiscMedi, 2004)
- 31.Com un arbre nu (Lluís Llach) - Gerard Quintana. Extraído del disco Les claus de sal (Música Global, 2004)